# Спаранисе (Казерта)
Спаранисе (итал. Sparanise) је насеље у Италији у округу Казерта, региону Кампанија.
Према процени из 2011. у насељу је живело 7175 становника. Насеље се налази на надморској висини од 68 м.

## Становништво
| 1931. | 1936. | 1951. | 1961. | 1971. | 1981. | 1991. | 2001. | 2011. |
| ----- | ----- | ----- | ----- | ----- | ----- | ----- | ----- | ----- |
| 5.093 | 4.743 | 5.180 | 5.815 | 6.287 | 6.876 | 7.220 | 7.269 | 7.509 |